# Német utca
Német utca est une rue de Budapest, située dans le quartier de Csarnok (8e arrondissement).